# بیل دانا
بیل دانا (انگلیسی: Bill Dana؛ ۵ اکتبر ۱۹۲۴ – ۱۵ ژوئن ۲۰۱۷) کمدین، هنرپیشه و فیلم‌نامه‌نویس اهل ایالات متحده آمریکا بود. وی بین سال‌های ۱۹۵۴ تا ۱۹۹۴ میلادی فعالیت می‌کرد.
از فیلم‌ها یا برنامه‌های تلویزیونی که وی در آن نقش داشته‌است می‌توان به اسلج همر! و مردان واقعی اشاره کرد.